# جويل آدامز
جويل آدامز (بالإنجليزية: Joel Goncalves) هو مغن مؤلف أسترالي، ولد في 16 ديسمبر 1996 في بريزبان في أستراليا.

## وصلات خارجية
- جويل آدامز على موقع ميوزك برينز (الإنجليزية)
- جويل آدامز على موقع أول ميوزيك (الإنجليزية)

- الموقع الرسمي